# ブラックパンサー/ワカンダ・フォーエバー
『ブラックパンサー/ワカンダ・フォーエバー』（原題: Black Panther: Wakanda Forever）は、マーベル・コミックのスーパーヒーロー、ブラックパンサーをベースとした、2022年のアメリカ合衆国のスーパーヒーロー映画。監督はライアン・クーグラー、脚本はクーグラーとジョー・ロバート・コールが務め、出演はレティーシャ・ライト、ルピタ・ニョンゴ、ダナイ・グリラら。マーベル・スタジオ製作、ウォルト・ディズニー・スタジオ・モーション・ピクチャーズ配給する「マーベル・シネマティック・ユニバース」（MCU）の30作品目。
続編は、2018年2月に『ブラックパンサー』が公開された後に始まり、クーグラーは監督として復帰する交渉を行い、マーベル・スタジオは2019年半ばに続編の開発を正式に確認した。本作の計画は、ティ・チャラ / ブラックパンサー役のチャドウィック・ボーズマンが大腸癌で亡くなった2020年8月に変更され、マーベルはティ・チャラ役をリキャストしないことを選択した。タイトルは2021年5月に発表され、撮影は2021年6月下旬に始まった。
2022年7月24日コミコンにて予告が発表され同時に公式アカウントとYouTubeでも公開、MCUフェーズ4の最終作になると発表された。
本作は、ボーズマンに捧げられている。

## ストーリー
場所はワカンダ王国の王宮の研究室。国王ティ・チャラの妹シュリは他の研究員と共に慌ただしく何かを製作していた。ティ・チャラは難病に侵されており、彼を治すべくシュリは必死でハート型のハーブを精製するも、不完全な状態で完成してしまう。僅かな望みに賭けてティ・チャラが眠る手術室に大急ぎで向かうも、手術室から出てきた二人の母である女王ラモンダはティ・チャラが父ティ・チャカや先祖がいる場所へ旅立った（逝去した）ことを伝え、ワカンダは悲しみに暮れ、皆彼の葬儀を執り行ったのだった。
それから一年後。ワカンダが所有する特殊な金属ヴィブラニウムの扱いを巡る国連の会議に呼ばれたラモンダは、何者かにワカンダの支援センターが襲撃されたことを抗議し、その捕虜をワカンダの国王親衛隊"ドーラ・ミラージュ"らに連れて来させた。この事件がティ・チャラの訃報を知った加盟国の仕業であること、今後このようなことが続くなら戦争も辞さないこと、ヴィブラニウムの輸出も一切禁止すると言い、その場を後にしたのだった。場所は変わり大西洋のとあるプラント。そこへ降り立ったグレアム博士は、海底に眠るヴィブラニウムの調査に向かう研究員二人を司令室から見守る。しかし、突然研究員二人と音信不通となり、警備をしていた兵士たちは半魚人達の謎の歌声で皆海に飛び込み始めた。手薄となったプラント内に突然タロカン軍の女戦士ナモーラと将軍アットゥマが率いる兵士たちが襲撃するもグレアム博士は無事脱出するが、突如現れたタロカン帝国皇帝ネイモアの力でヘリごと海に叩きつけられるのだった。王国に戻ったラモンダは失意に陥り、研究室に籠りきりのシュリに外へドライブに出かけようと誘い、シュリは嫌がりながらも共にサバンナへ出かけた。到着した場所でラモンダはティ・チャラの為にも彼の死を忘れようと持ってきた自身の喪服を燃やし始めるが、シュリには無理だと拒絶されてしまう。そんな時、ワカンダの国境の警備を掻い潜り、ネイモアが現れ、自分達の国が所有しているヴィブラニウムを探知する装置を開発した人物を連れてくるように依頼し、抗えば大規模な軍勢を率いてワカンダの民を皆殺しにすること、そしてネイモア自身やタロカン帝国のことを他国に話した場合には、その国も"敵"と見なして攻撃を仕掛けると警告をしてその場を去った。ところがこの出会いはワカンダの存亡を賭けた大きな戦いの始まりに過ぎなかったのだった。

## 登場人物・キャスト

### ワカンダ
シュリ / ブラックパンサー
演 - レティーシャ・ライト、日本語吹替 - 百田夏菜子
ティ・チャラ / ブラックパンサーの妹で、ワカンダ王国の王女でありヴィブラニウム工学の天才科学者・発明家でもある本作の主人公。兄ティ・チャラを救えずに喪った悲しみから立ち直れずに、兄の死から1年後ではラボに籠もりながら脅威に備えて研究に明け暮れていたが、ネイモアとの出会いやタロカンとの戦いによって自身の運命と向き合うこととなる。のちに人工ハーブの再生に成功し、それを飲んだことによって新たなブラックパンサーとなる。演じたライトは、ティ・チャラ役のチャドウィック・ボーズマンの死後、本作でより大きな役割を与えられた。
ナキア
演 - ルピタ・ニョンゴ、日本語吹替 - 皆川純子
ワカンダのスパイ“ウォー・ドッグ”の一員として世界各国で活動している、ワカンダの“リバー族”の女性で、ティ・チャラの幼馴染みで元恋人。現在は、ハイチにて教師をしながら暮らしている。本作で、デジメーション後にティ・チャラの息子を産んでいたことが判明し、王位継承の重圧に巻き込まないようにハイチで育てることをティ・チャラと取り決めていた。
ラモンダ
演 - アンジェラ・バセット、日本語吹替 - 幸田直子
先代国王ティ・チャカの妻であり、ティ・チャラとシュリの母親でワカンダ王国の女王。息子のティ・チャラの死を悼む。
エムバク
演 - ウィンストン・デューク、日本語吹替 - 木村昴
ワカンダの山奥に住む民族“ジャバリ族”のリーダーであり強力な戦士。軽率で軽口ばかり叩いているも、誰よりもワカンダのことを思っている。ネイモアのもう一つの名であるククルカンの意味を知ってるなど、かなりの博識。
リリ・ウィリアムズ / アイアンハート
演 - ドミニク・ソーン、日本語吹替 - 早見沙織
トニー・スタークが開発したアイアンマンスーツに匹敵するアーマースーツを開発する天才発明家の少女。トニーの母校であるMITの学生であり、大学の課題で提出したヴィブラニウムの探知装置を危険視したタロカンに命を狙われる。幼少期から父の影響で機械弄りを趣味でやっており、普段は友人の宿題代行サービスで生計を立てている。
エリック・“キルモンガー”・スティーヴンス / ウンジャダカ
演 - マイケル・B・ジョーダン、日本語吹替 - 津田健次郎
かつてアメリカの秘密工作員だった男にして、ティ・チャラの叔父であるウンジョブの実の息子。前作でティ・チャラと死闘を繰り広げたが、その果てにワカンダの景色を眺めながら絶命する。今作では、シュリがハーブを口にしたあとに見る幻影の中で現れる。

#### ドーラ・ミラージュ
オコエ / ミッドナイト・エンジェル
演 - ダナイ・グリラ、日本語吹替 - 斎賀みつき
ワカンダの国王親衛隊“ドーラ・ミラージュ”の隊長を務める戦士にして、ティ・チャラのボディガード。彼女もティ・チャラやナキアの幼馴染みでもある。
アヨ
演 - フローレンス・カサンバ、日本語吹替 - 織部ゆかり
ドーラ・ミラージュの隊員の一人で、部隊のNo.2的存在。かつて、ヒドラがバッキーにかけた洗脳を解く手助けをしていた。今作ではオコエが失脚した後、ドーラ・ミラージュの隊長になった。
アネカ / ミッドナイト・エンジェル
演 - ミカエラ・コール、日本語吹替 - 平野夏那子
ワカンダの戦士でドーラ・ミラージュの隊員の一人。 アネカは後にオコエと共に、シュリが開発したスーツを纏いミッドナイト・エンジェルとしてタロカンの戦士達と戦う。アヨとロマンチックな関係にある。

### タロカン帝国
ネイモア
演 - テノッチ・ウエルタ・メヒア、日本語吹替 - 浪川大輔
海の王国タロカン帝国の王。別名：ククルカン（羽を持つ蛇の神）。ネイモアとは、かつて母を埋葬したときに殺した宣教師からそう呼ばれた事がきっかけとなっており、ククルカンは自身を崇める地元民やタロカンの民達からそう呼ばれている。慈悲深い心を持っているが、敵対者には容赦が無い。本作のメインヴィラン。
両足首から小さな羽のような物が生えており、空中を自由自在に動き廻ることが出来る。また出自の経緯から、他のタロカン帝国の民とは肌の色が異なりマスクを装着せずとも地上での呼吸が可能だが、地上（特に、砂漠などの高温の場所）に長い間留まり過ぎると、体内の水分が失われて意識が朦朧としたりする等の異変に見舞われてしまうという弱点を持っている。
ナモーラ
演 - マベル・カデナ
ネイモアの従兄妹。冷酷な女戦士であり、作中でもその強さを遺憾なく発揮する。
フェン王女
演 - マリア・メルセデス・コロイ
ネイモアの母親にしてタロカン帝国の基盤となる部族の姫。ネイモアを身籠もっていたため、神官から提供されたハーブを口にするのを避けていたものの、シャーマンからの説得を受けて口にした事で力を得たが、息子のネイモアは突然変異でミュータントと化した。
アットゥマ
演 - アレックス・リヴィナリ
タロカンの将軍。その巨大に見合わず素早く動き豪快な槍捌きを見せる。
戦うことを楽しむ性格である。

### CIA
ヴァレンティーナ・アレグラ・デ・フォンテーヌ
演 - ジュリア・ルイス＝ドレイファス、日本語吹替 - 藤貴子
“ヴァル”（Val）のニックネームを名乗る謎の伯爵夫人。 キャプテン・アメリカの資格を剥奪され不名誉除隊されたジョン・ウォーカーに接触し、戦いの後にU.S.エージェントのコードネームと役職を与えた。ロスの元妻であり、現在はCIAの長官でロスの上司。
ワカンダからヴィブラニウムを入手しようと目論んでおり、ワカンダと深い関わりを持つロスにはラモンダ女王との接触・通信を禁止する等の厳しい措置を課している。
エヴェレット・K・ロス
演 - マーティン・フリーマン、日本語吹替 - 森川智之
元アメリカ空軍パイロットにして、かつてアベンジャーズの内乱で対テロ共同対策本部の副司令官を務めていたCIA捜査官。前作のワカンダ国内で起きた内乱では、ティ・チャラ達と共闘した。

### その他
グレアム博士
演 - レイク・ベル、日本語吹替 - 林真里花
アメリカ合衆国国務長官
演 - リチャード・シフ、日本語吹替 - 立川三貴
海軍士官
演 - カマル・ウスマン

### ミッドクレジットシーン
トゥーサン / ティ・チャラ2世
演 - ディヴァイン・ラブ・コナドゥ＝サン、日本語吹替 - 織田碧葉
ミッドクレジットシーンに登場。ナキアがタロカンとの戦いの後にハイチへと訪れたシュリに紹介し、密かに育てていた彼女とティ・チャラの息子。
この他にも、アンダーソン・クーパー（吹替：牛山茂）が本人役で出演している。また、本作のオープニングでティ・チャラ / ブラックパンサーを演じたボーズマンの以前のMCU映画からのアーカイブ映像が使用されている。

## 設定・用語
タロカン帝国
海底の王国。ワカンダと同様に、ヴィブラニウムによって高度な超文明を有している。MCUではエターナルズが解散した原因でもある大航海時代のコンキスタドールによって、天然痘やインフルエンザが持ち込まれ、アステカおよびマヤ文明は破壊され植民地化していく中で行き場を失ったマヤ文明のとある部族が発祥となっている。
シャーマンのお告げにより海中に眠るヴィブラニウムの塊に生えた海草を採取し煎じて飲んだことで体質が変異し、強力な力と深海の水圧に耐えられる頑強な身体を得るが、代償として地表では酸素呼吸ができなくなり水から直接酸素を接種しないといけない身体に変質したため海中へと潜り、海底へと辿り着いた者達が作り上げた。地上に出る時は必ず海水を含んだマスクを装着するが、ネイモアは出生の経緯からマスクを装着せずとも地上での呼吸が可能なミュータントである。
ヴィブラニウム
ワカンダの鉱床で採掘される頑強で不可思議な性質を秘める鉱石。ワカンダの超文明やテクノロジーを支えている他、キャプテン・アメリカの盾にも使われている。本作では隕石はもう一つあり、タロカンは海底に眠るヴィブラニウムによってワカンダと同様に高度な文明を有していることが明かされた。
ハーブ
紫色に光るハートの形をしており、ヴィブラニウムの影響で変異した神秘のハーブ。ブラックパンサーとなるものは、このハーブを摂取する事により、超人的な身体能力，瞬発力，洞察力を得る。前作でティ・チャラから国王の座を奪い取ったウンジャダカによってハーブは全て焼却され、失われてしまった。シュリはこのハーブを人工的に再生させ重い病に侵されていたティ・チャラを治療しようと試みるが完成に至らず、ティ・チャラは亡くなる。
しかし、ネイモアから貰った装飾品に編み込まれた特殊な薬草を解析したことにより、シュリはその薬草の成分を使って人工ハーブの再生に成功し、新たなブラックパンサーとなる。

## 公開

### 中国
中華人民共和国（中国）では2023年2月7日に公開された。マーベル映画を巡っては2021年から2022年にかけてアメリカ国内で公開された6作品が検閲などにより、中国国内では公開されなかった。このため、同国内では2019年の『スパイダーマン:ファー・フロム・ホーム』以来、4年ぶりのマーベル映画上映となった。

### Disney+
ディズニー傘下の定額制動画配信サービスであるDisney+では2023年2月1日の配信公開が予定されている。
なお、フランスでは法令によって、劇場公開から一定期間はストリーミング配信することが禁止されている。それに伴い、ウォルト・ディズニー・カンパニーは同国内での劇場公開は断念し、Disney+での独占配信も示唆していたが、ディズニーはフランス国内の映画館でも本作品を劇場公開することを2022年10月に決定した。これにより、フランスのDisney+で本作品が配信されるのは2024年春以降となった。

## 作品の評価

### 興行収入
|          | 日本          | 全米                      | 全世界                     |
| -------- | ------------- | ------------------------- | -------------------------- |
| 初週興収 | 4億9011万     | 1億8000万ドル (約250億円) | 3億3000万ドル (約458億円)  |
| 興行収入 | 10億8,701万円 |                           | 6億7,550万ドル (約938億円) |

### 受賞歴
2023年1月開催の第80回ゴールデングローブ賞において、ラモンダを演じたアンジェラ・バセットが映画部門 助演女優賞に輝き、MCU作品で初のゴールデングローブ賞獲得となった。